# Momijigari

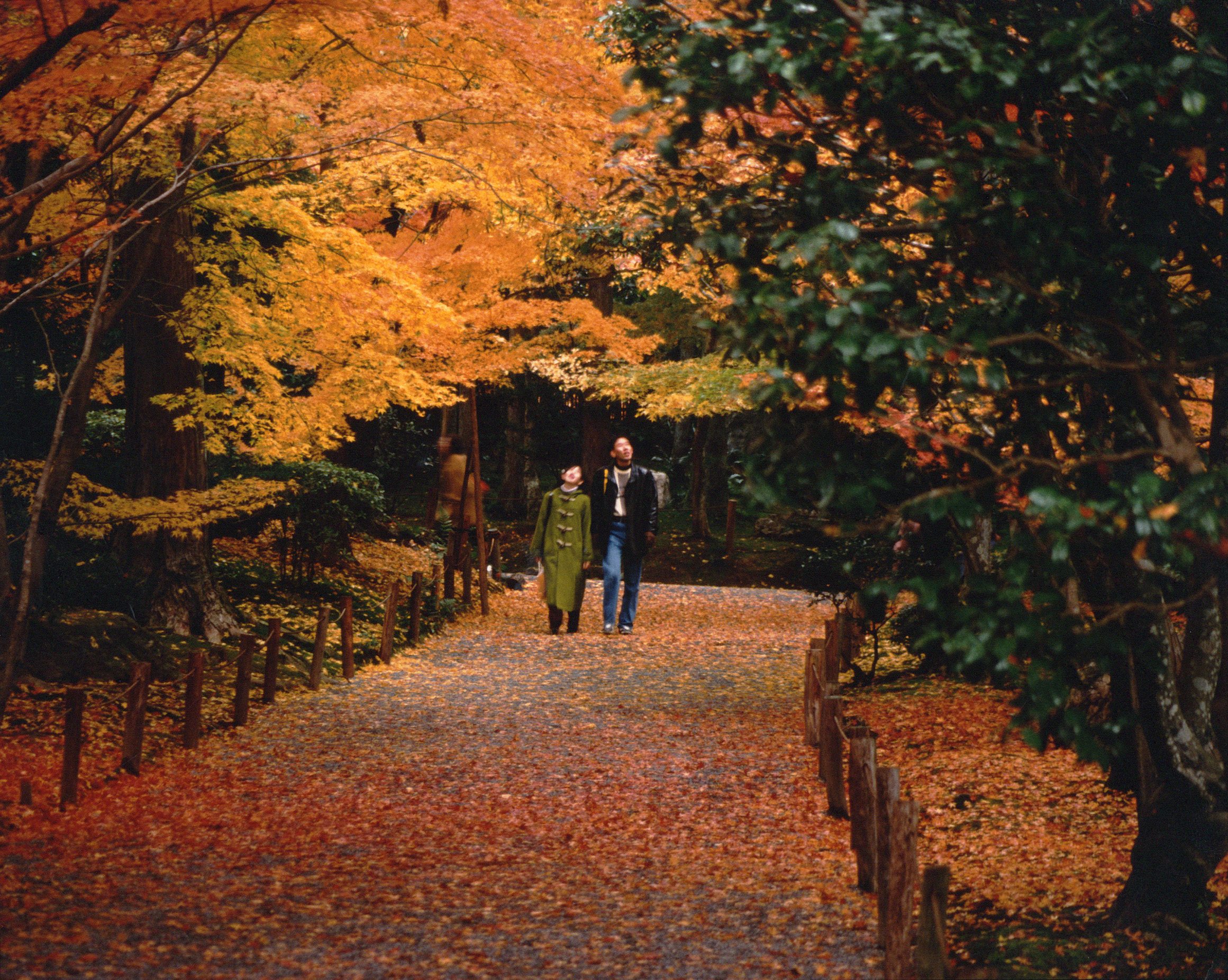
Ein Paar unter Ahornbäumen im Ryōan-ji bei Kyōto

Momijigari (jap. 紅葉狩り) aus dem Japanischen momiji (紅葉, dt. „Rote Blätter“ oder „Herbstlaub“) und kari (狩り „Jagen“) bezeichnet die japanische Sitte, im Herbst Landschaften und Parks mit schöner herbstlicher Laubfärbung, insbesondere von Ahornbäumen und -wäldern, zu besuchen. 
Es wird in Hokkaidō auch als kanpūkai (観楓会) bezeichnet. Die Sitte gilt wie Hanami als Errungenschaft der Heian-Zeit und führte zur Anlage entsprechender Parks im Umfeld von Kyōto und Nikkō. Beim Indian Summer in Nordamerika und dem Altweibersommer in Mitteleuropa wird hingegen das zugehörige Naturschauspiel betont.
Momijigari (Herbstjagd) bezeichnet außerdem die Kabuki-Adaptation des älteren Nō-Dramas von Kanze Kojirō (1435–1516), das 1887 uraufgeführt wurde.

## Galerie
In der japanischen Kunst ist Momijigari traditionell ein beliebtes Motiv, wobei stets die roten Blätter aufgegriffen werden.

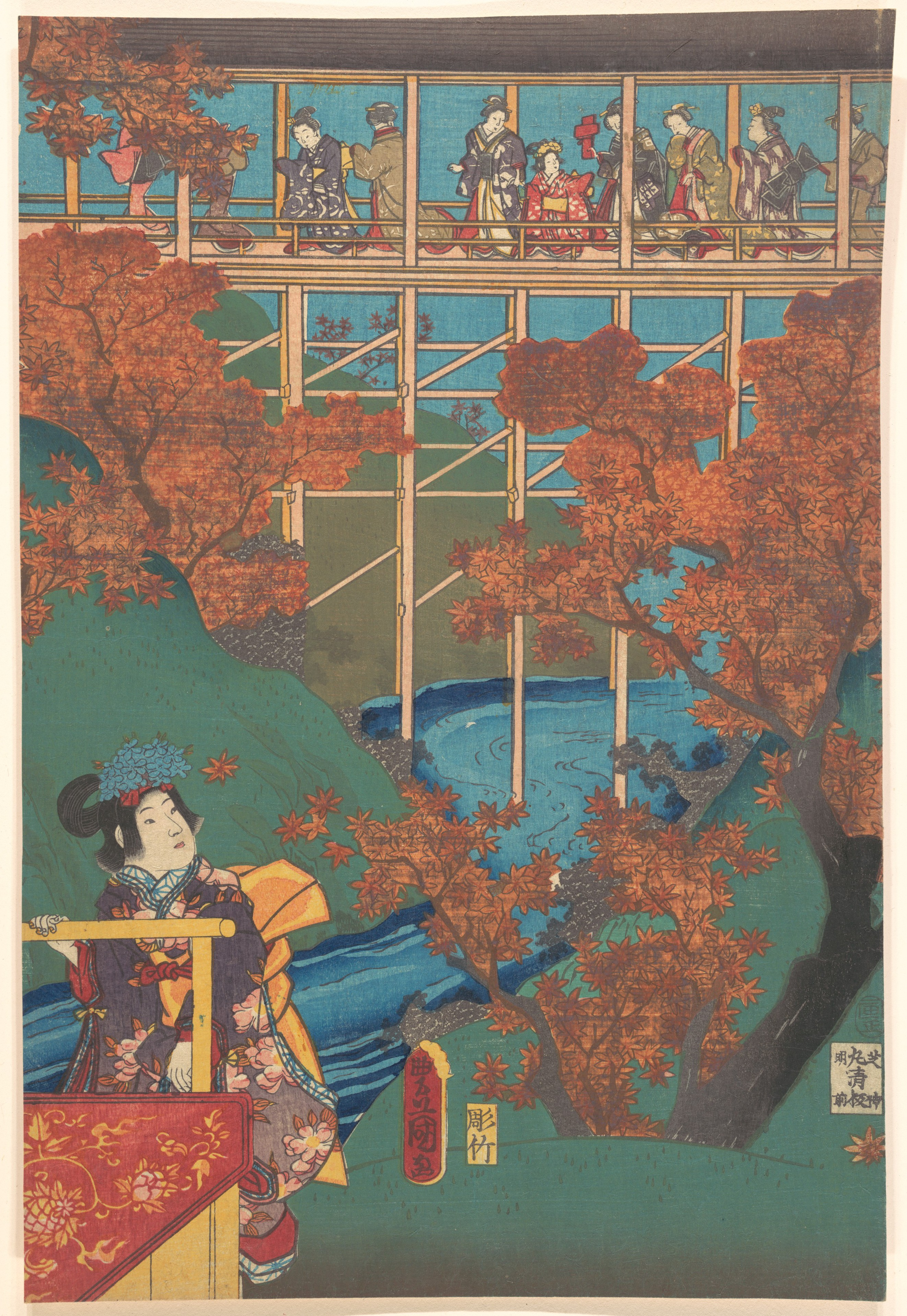
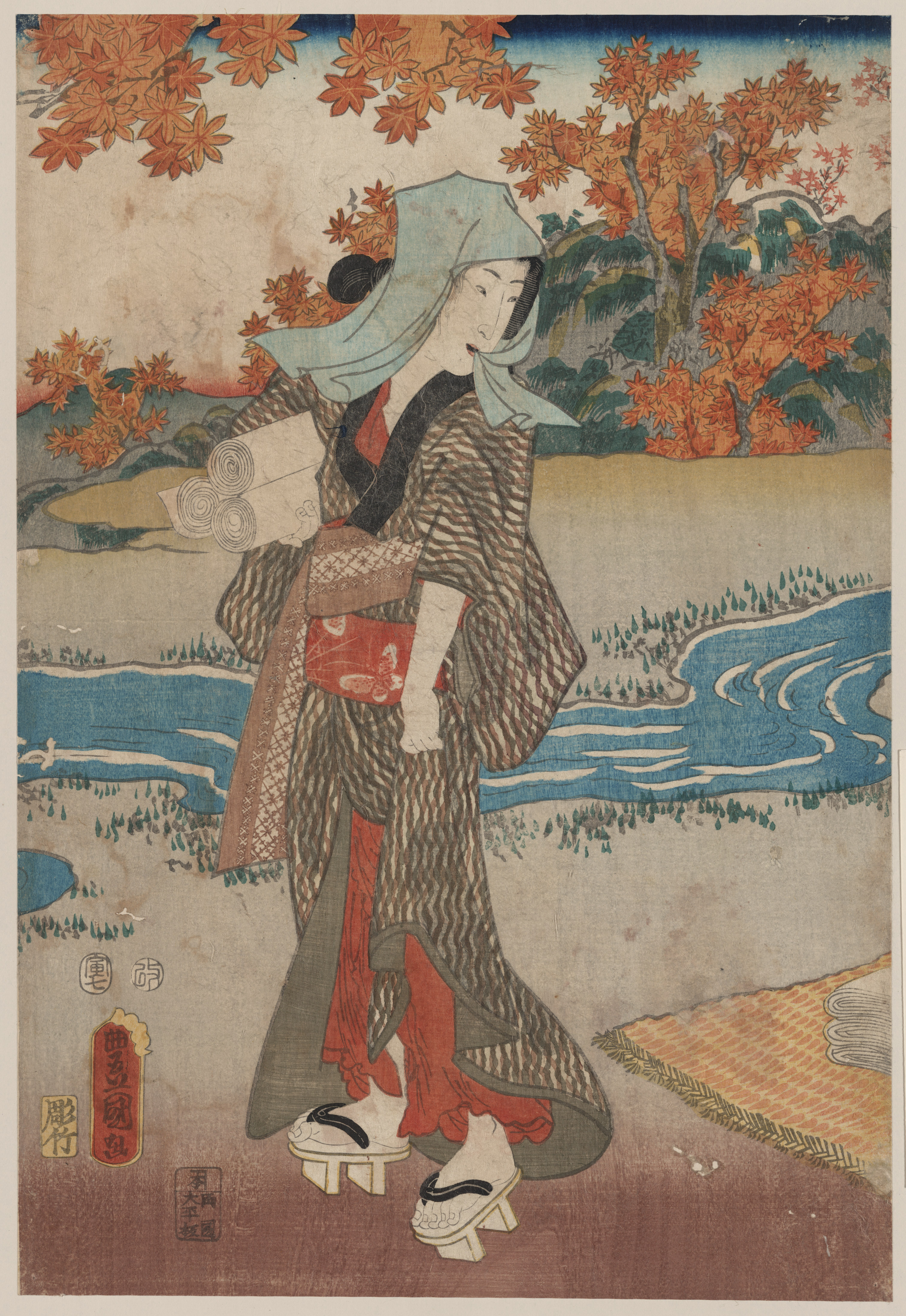
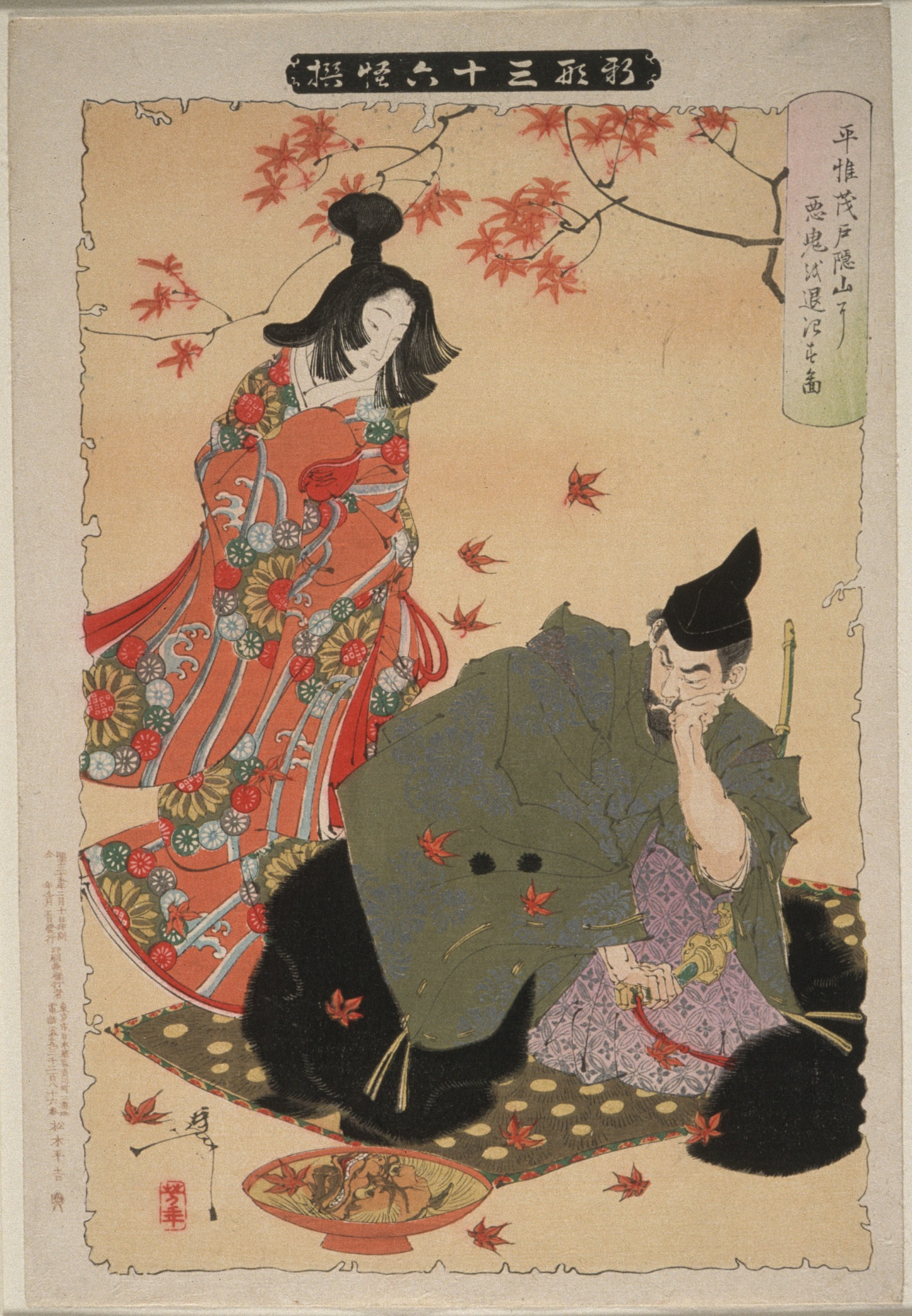
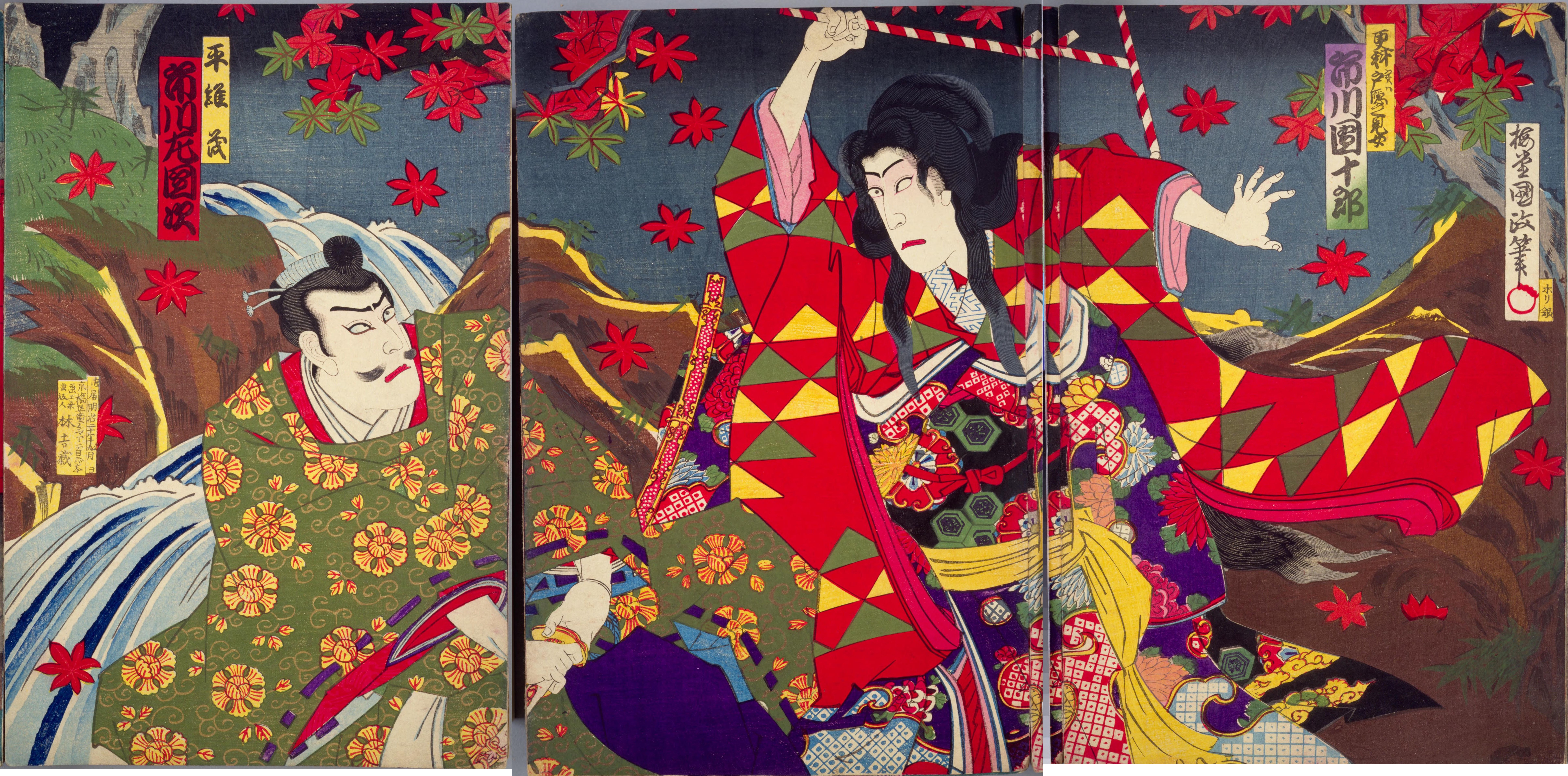
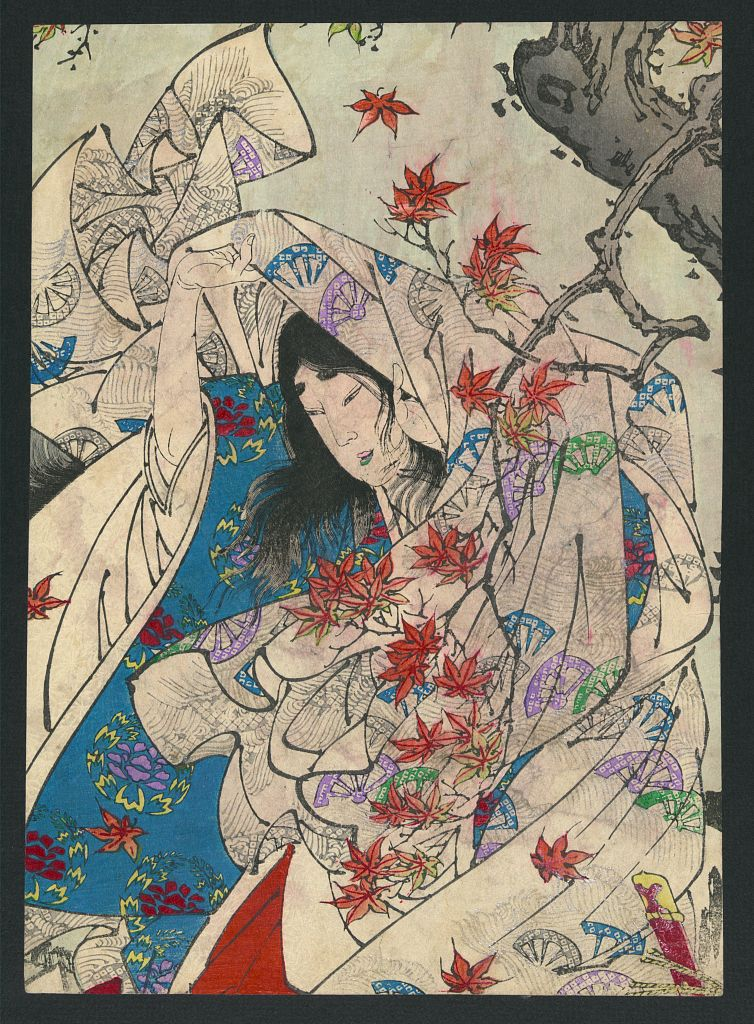